# Sakawa (Fluss)
Der Sakawa (jap. 酒匂川, Sakawa-gawa) ist ein Fluss auf der japanischen Insel Honshū. Er ist 46 km lang, entspringt am Fuji und fließt in die Sagami-Bucht. Den Namen Sakawa trägt er auf dem Gebiet der Präfektur Kanagawa, während er an seinem Oberlauf in der Präfektur Shizuoka Ayuzawa (鮎沢川, Ayuzawa-gawa) heißt.

## Beschreibung
Die Quelle befindet sich am Osthang des Vulkans Fuji auf dem Gelände eines Truppenübungsplatzes der Selbstverteidigungsstreitkräfte. Als steiler Bergbach überwindet der Ayuzawa bis ins Zentrum von Gotemba, wo er mehrere weitere Quellbäche aufnimmt, einen beträchtlichen Höhenunterschied. Nachdem er die Kleinstadt Oyama passiert hat, überschreitet er die Präfekturgrenze und heißt fortan Sakawa. Er fließt anschließend durch ein enges Tal zwischen dem südwestlichen Teil des Tanzawa-Berglandes und den nördlichen Ausläufern des Vulkans Hakone. Dabei quert er mehrmals die Gotemba-Linie, die Tōmei-Autobahn und die Nationalstraße 246. Westlich von Matsuda erreicht der Sakawa die Ashigara-Ebene und weist nur noch ein geringes Gefälle auf. Als träge fließendes Gewässer lagert er große Mengen an Sand und Sedimenten ab. Schließlich mündet er östlich des Stadtzentrums von Odawara in die Sagami-Bucht.
Um die häufigen Hochwasser in der landwirtschaftlich genutzten Ashigara-Ebene einzudämmen, entstanden in der frühen Edo-Zeit die ersten Deiche, die in der Folge erweitert und verstärkt wurden. Der Bau des Miho-Dammes im Seitental des Kawauchi sorgte in den 1970er Jahren für weitere Entlastung.